# Lucas Gambarte
Lucas Gambarte (Junín, Buenos Aires, 2 de mayo de 1997) es un piloto argentino de automovilismo de velocidad. Iniciado en el ámbito del karting, debutó profesionalmente en el año 2018 compitiendo en la divisional Junior de Top Race, categoría de la que obtuvo el subcampeonato en el año 2019. Asimismo, tuvo una breve incursión en la Fórmula Metropolitana en el año 2018. Tras su paso por la divisional Junior, en 2020 ascendió a la división Top Race Series, donde obtuvo su primera victoria el 1 de agosto de 2022, en el Autódromo Ciudad de Rafaela.
Entre sus relaciones personales, su padre Carlos Alberto es arquitecto en su ciudad natal, mientras que por parte de su madre Karina, es sobrino de los pilotos Mariano y Gabriel Ponce de León.

## Resumen de Trayectoria
| Temporada | Categoría             | Equipo            | Automóviles              | Carreras | Victorias | Podios | Poles | VR    | Puntos      | Pos.        |
| --------- | --------------------- | ----------------- | ------------------------ | -------- | --------- | ------ | ----- | ----- | ----------- | ----------- |
| 2018      | Top Race Junior       | Genérico          | Fiat Linea Junior        | 9        | 0         | 1      | 0     | 0     | 39          | 10.º        |
| 2018      | Fórmula Metropolitana | Scudería Ramini   | Crespi-Renault           | 1        | 0         | 0      | 0     | 0     | 1           | 26.º        |
| 2019      | Top Race Junior       | AyA Sport         | Ford Mondeo Junior       | 2        | 0         | 0      | 0     | 0     | 96          | 2.º         |
| 2019      | Top Race Junior       | AyA Sport         | Mercedes-Benz CLA Junior | 10       | 1         | 5      | 2     | 1     | 96          | 2.º         |
| 2020      | Top Race Series       | SDE Inbest Racing | Chevrolet Cruze Series   | 1        | 0         | 0      | 0     | 0     | 54          | 6.º         |
| 2020      | Top Race Series       | SDE Inbest Racing | Ford Mondeo Series       | 11       | 0         | 1      | 0     | 1     | 54          | 6.º         |
| 2021      | Top Race Series       | SDE Competición   | Ford Mondeo Series       | 19       | 3         | 9      | 2     | 0     | 130         | 3.º         |
| 2022      | Top Race Series       | SDE Competición   | Ford Mondeo Series       | 14       | 1         | 5      | 2     | 3     | Por definir | Por definir |
| Fuente:   | [ 7 ]                 | [ 7 ]             | [ 7 ]                    | [ 7 ]    | [ 7 ]     | [ 7 ]  | [ 7 ] | [ 7 ] | [ 7 ]       | [ 7 ]       |

## Resultados

### Top Race
| Temporada | Categoría       | Vehículo                 | Equipo            | Posición Final     |
| --------- | --------------- | ------------------------ | ----------------- | ------------------ |
| 2018      | Top Race Junior | Fiat Linea Junior        | Genérico          | 10º (39.00 puntos) |
| 2019      | Top Race Junior | Ford Mondeo Junior       | AyA Sport         | 2º (95.00 puntos)  |
| 2019      | Top Race Junior | Mercedes-Benz CLA Junior | AyA Sport         | 2º (95.00 puntos)  |
| 2020      | Top Race Series | Chevrolet Cruze Series   | SDE Inbest Racing | 7º (37.00 puntos)  |
| 2020      | Top Race Series | Ford Mondeo Series       | SDE Inbest Racing | 7º (37.00 puntos)  |
| 2021      | Top Race Series | Ford Mondeo Series       | SDE Competición   | 3º (125.00 puntos) |

## Palmarés
| Título     | Categoría       | Modelo                   | Año  |
| ---------- | --------------- | ------------------------ | ---- |
| Subcampeón | Top Race Junior | Mercedes-Benz CLA Junior | 2019 |